# Rijksbeschermd gezicht Zaltbommel
Gezicht Zaltbommel is een van rijkswege beschermd stadsgezicht in Zaltbommel in de Nederlandse provincie Gelderland. De procedure voor aanwijzing werd gestart op 11 september 1981. Het gebied werd op 22 oktober 1984 definitief aangewezen. Het beschermd gezicht beslaat een oppervlakte van 98,1 hectare.
Panden die binnen een beschermd gezicht vallen krijgen niet automatisch de status van beschermd monument. Wel zal de gemeente het bestemmingsplan aanpassen om nieuwe ontwikkelingen in het gebied te reguleren. De gezichtsbescherming richt zich op de stedenbouwkundige en cultuurhistorische waardering van een gebied en wil het toekomstig functioneren daarvan veiligstellen.